# Laguna de Zóñar
La laguna de Zóñar se localiza al suroeste de Aguilar de la Frontera (Córdoba, España). Comenzó siendo una Reserva Nacional de caza en 1982, que implicaba la prohibición de cazar, posteriormente Reserva Integral declarada en el año 1984. Cinco años más tarde, en 1989, se reclasificó como Reserva Natural, junto con las lagunas del Rincón, Jarales, Tíscar, Salobral y Amarga y se incluyeron en el Inventario de Espacios Naturales Protegidos de Andalucía. Estas integran el interesante núcleo de lagunas del sur de la provincia de Córdoba que, en su conjunto, destacan por su riqueza en biodiversidad y por el interés ecológico de estos entornos ubicados en plena campiña. Sus aguas son moderadamente salinas.
La Reserva Natural propiamente dicha, comprende una lámina de agua de 37 hectáreas más un cinturón de vegetación perilagunar.
En torno a esta existe una zona periférica de protección de 500 metros. La laguna de Zóñar es la mayor de las tres lagunas de aguas 
permanentes de la provincia de Córdoba, junto con la del Rincón y Amarga. Almacena 3 hectómetros cúbicos de agua aproximadamente. 

## Zóñar
La distinción entre lago o laguna no la proporciona el tamaño sino la profundidad, así como la distribución de nutrientes y temperatura del agua. En la península ibérica se establece un límite en torno a los 8–10 metros para diferenciar entre un sistema lagunar o un lago. Zóñar ha llegado a  alcanzar los 16 metros de columna de agua, por lo que la denominación popular de Laguna de Zóñar no se corresponde con su funcionamiento ecológico, que sería más característico de un lago. De esta forma Zóñar se convierte en el único lago natural, limnológicamente hablando, que posee Andalucía.

## Origen y geología
La laguna de Zóñar se encuentra en la campiña cordobesa, sobre suaves lomas situadas entre la depresión del Guadalquivir y los relieves Cordillera Bética. En concreto está ubicada sobre arcillas, margas y evaporitas poco permeables, muy abundantes en esta parte frontal de la Cordillera Bética. Los procesos erosivos y kársticos que actuaron sobre estas rocas favorecieron el desarrollo de esta laguna, la más profunda de Andalucía y la segunda en extensión en el sur de la provincia después de la laguna del Conde o Salobral (Luque). El emisario natural es el arroyo de la Humbrera, que desemboca en el río Cabra. Según algunos autores el término “Zóñar” puede provenir del nombre del poblado íbero que existió en la zona conocido como “Zúñiga”.

## Interés para la conservación y regulación
La laguna se localiza bajo la ruta migratoria que siguen muchas aves hacia el continente africano, el noreste de Europa o incluso entre Asia. La laguna constituye un lugar de descanso para  las aves que atraviesan el Estrecho de Gibraltar y también supone un refugio perfecto en la dura época estival, propia de la región mediterránea, donde el agua se convierte en un bien escaso y muy preciado. La laguna de Zóñar se integra desde el 1987 en la Zona de Especial protección para las Aves (ZEPA) “Lagunas del Sur de Córdoba” y se encuentra incluida desde 1989 en la Lista de Humedales Ramsar de Importancia Internacional. Asimismo se ha declarado Zona Especial de Conservación (ZEC). El Plan de Ordenación de los Recursos Naturales de las Zonas Húmedas del Sur de Córdoba regula las actividades que se pueden realizar en estas zonas, quedando prohibido la pesca y el baño. Determinadas actividades agrícolas precisan ser autorizadas (uso de fitosanitarios, cambios de cultivo, etc). Una de sus principales amenazas es la erosión en su cuenca vertiente, que es de 876 hectáreas.

## Vegetación
- Tarajales y Juncales: formados por tarajes (Tamarix canariensis y Tamarix africana) y juncos (Scirpus holoschoenus). Acompañando a estas se encuentran otras especies como hipéricos (Hypericum tomentosusm) o centáureas  (Blackstonia perfoliata).
- Carrizales y Cañaverales: compuestos de carrizos (Phragmites australis) que le da el nombre a la pequeña laguna de “La Carrizosa”, situada al sur. En los arroyos que vierten a la laguna aparecen densos cañaverales de cañas comunes (Arundo donax) ocasionalmente acompañadas de zarzas (Rubus ulmifolius), zarzaparrillas (Smilax aspera) y adelfas (Nerium oleander).
- Olivares y Lentiscares: aparecen como matorrales altos y están formados por el  olivo silvestre o acebuche (Olea europea var. sylvestris)  y lentiscos (Pistacea lentiscus).
- Ciruelos y Viñedos: Los restos de  viñedos  y huertas antiguas forman en la actualidad un bosquete naturalizado en el extremo sur de la laguna. Junto a estas comunidades se encuentran otras especies herbáceas y de matorral propias de la Región Mediterránea como coscojas (Quercus coccifera), algarrobos (Ceratonia silicua), retamas locas (Osyris alba), aladiernos (Rhamnus alaternus), apios caballares (Simyrnium olusatrum), aros (Arum italicum) y torviscos (Daphne gnidium), entre otras. En cuanto a la vegetación subacuática podemos distinguir algunas especies de Chara canescens, Chara galioides, Chara imperfecta, Potamogeton pectinatus o Tolypella hispanica.

## Ictiofauna

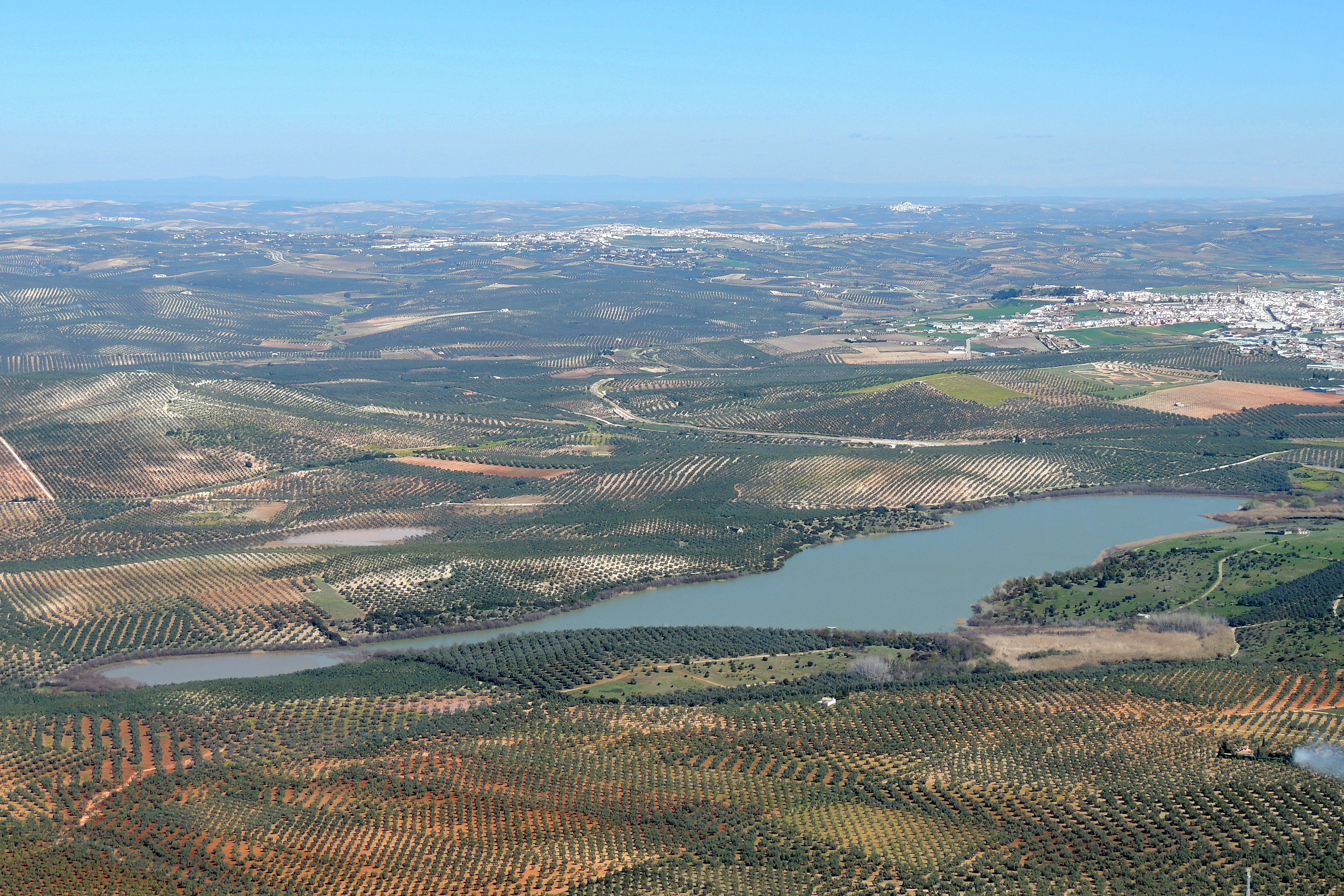
Vista panorámica de la laguna en 2013

Zóñar es una laguna endorreica, por lo que no está conectada con otros sistemas de aguas epicontinentales, interaccionando solo con el agua de su cuenca. Este carácter aislado hace que de forma natural en la laguna no existan peces en sus aguas. Todos los peces que han habitado históricamente sus aguas han sido introducidos por el ser humano. En 2003 se describió una comunidad formada por gambusias (Gambusia holbrooki), carpas (Cyprinus carpio), carpines (Carassius auratus) y pejerreyes (Atherina boyeri). El pejerrey es endémico mientras que las restantes son especies exóticas. Entre estas exóticas existe una con un carácter muy invasivo, la carpa, que ha supuesto durante muchos años un gran problema a combatir en la Laguna de Zóñar.

## La lucha contra la carpa
La carpa (Cyprinus carpio) es una especie asiática introducida en la península en la época romana. Posiblemente llegó a la laguna de Zóñar por mano de alguna persona que la soltó tras usarla como pez ornamental. La carpa es muy dañina para los ecosistemas mediterráneos y los altera a gran velocidad y con gran virulencia. Son peces ramoneadores de fondo y limitan el crecimiento de la vegetación acuática. Además, por su comportamiento remueven los sedimentos en busca de más alimento, produciendo una gran turbidez en el agua. Ello impide que penetre la luz del sol, con lo que se reduce aún más el crecimiento de la vegetación. La suma de esto, junto con algunos otros factores, afectó a las aves que habitaban la laguna, sobre todo a las aves buceadoras como la malvasía cabeciblanca (Oxyura leucocephala). En 2006 se puso en marcha el programa de erradicación de la carpa en la laguna Zóñar. El proceso permitió la protección de todos los demás vertebrados. Actualmente el pejerrey es la única especie piscícola que vive y se reproduce en la laguna de Zóñar.

## Avifauna
Zóñar comparte una avifauna, junto con las demás Zonas Húmedas de la provincia de Córdoba, de gran interés e importancia para la conservación. Entre las aves acuáticas que alberga existen especies como fochas comunes (Fulica atra), ánades reales (Anas platyrhynchos), las garzas imperiales (Ardea purpurea), los patos colorados (Netta rufina) o chorlitejos chicos (Charadrius dubius).  Otras más amenazadas son aguiluchos laguneros occidentales (Circus aeruginosus), la malvasías cabeciblancas (Oxyura leucocephala) o las cercetas pardillas (Marmaronetta angustirostris). 

## La malvasía cabeciblanca, el emblema de Zóñar
Desde la década de los setenta, Zóñar se convirtió en refugio para la malvasía cabeciblanca, que se encontraba en grave peligro de extinción. Junto con la laguna del Rincón, fueron su lugar de cobijo, iniciando una nueva etapa y escapando de la desaparición total de la especie. Actualmente la población de malvasía cabeciblanca en Zóñar es numerosa durante la época de invernada, aunque casi siempre se pueden observar ejemplares permanentes en la laguna. 

## Visitando la Reserva Natural
La Reserva Natural laguna de Zóñar se ubica a unos 4 km de Aguilar de la Frontera (Autovía A-45 salida km 40), accediendo a través de la carretera que une Aguilar con Puente Genil (A-304). Su entrada está señalizada y el camino asfaltado hasta llegar a la zona de aparcamiento. Desde allí podrás ver el Centro de Visitantes y hacer los dos senderos de uso público. Un kilómetro antes podrás disfrutar del Área Recreativa “Los Villares de Zóñar“.